# إيتا جؤجؤيات
إيتا الجؤجؤيات أو زخات شهب إيتا الجؤجؤ (بالإنجليزية: Eta Carinids)‏ تحدث بالقرب من نجم إيتا الجؤجؤ من 14 إلى 27 يناير من كل عام، وتبلغ ذروتها في 21 يناير. اكتشف C. S. Nilsson (جامعة أديلايد، جنوب أستراليا) هذه الزخة من الأرصاد الراديوية قدمت من مرصد أديلايد في عام 1961. ويحدث قرابة اثنين إلى ثلاثة شهب في الساعة عند ذروتها. لاحظ كل من G. Gartrell وW. G. Elford إيتا الجؤجؤيات من مرصد أديلايد مرة أخرى خلال عام 1969.

## اقرأ أيضاً
- جباريات
- برشاويات
- زخة شهب